# Liệu pháp tâm từ bi
Liệu pháp chú tâm vào lòng từ bi (Compassion focused therapy:CFT) là một hệ thống tâm lý trị liệu được phát triển bởi nhà tâm lý học Paul Gilbert, tích hợp các kỹ thuật từ liệu pháp nhận thức hành vi với các khái niệm từ tâm lý học tiến hóa,tâm lý học xã hội, tâm lý học phát triển, tâm lý học Phật giáo và khoa học thần kinh. Theo Gilbert, "Một trong những chìa khóa chính cho liệu pháp là rèn luyện tâm từ bi để giúp mọi người phát triển và hoạt động với những trải nghiệm về sự ấm áp, an toàn và êm dịu bên trong, thông qua lòng trắc ẩn (từ bi) và tự trắc ẩn.":199

## Tổng quan
Trọng tâm kỹ thuật trị liệu của CFT là rèn luyện tâm từ bi, dạy các kỹ năng và đức tính của lòng trắc ẩn. Rèn luyện tâm từ bi giúp chuyển hóa mô hình nhận thức và cảm xúc có liên quan đến lo âu, tức giận, xấu hổ, tự phê bình, sự mất nhân cách và hưng cảm nhẹ.:208
Tiến hóa sinh học tạo dựng nên khung xương sống lý thuyết của CFT. Con người đã tiến hóa với ít nhất ba loại hệ thống điều tiết cảm xúc nguyên thủy: hệ thống phòng thủ (bảo vệ), hệ thống truyền động (tìm kiếm nguồn lực) và hệ thống làm dịu.:200:43 CFT  nhấn mạnh đến mối liên hệ giữa các mô hình nhận thức và ba hệ thống điều tiết cảm xúc này.:59 Thông qua việc sử dụng các kỹ thuật như rèn luyện tâm từ bi và liệu pháp nhận thức hành vi (CBT), khách hàng/bệnh nhân của tâm lý trị liệu có thể học cách quản lý từng hệ thống một cách hữu hiệu hơn và có phản ứng thích hợp hơn với các tình huống.
Liệu pháp chú tâm vào lòng từ bi đặc biệt thích hợp cho những người có mức độ xấu hổ và tự phê bình cao và những người gặp khó khăn trong việc cảm thấy ấm áp/rung động, và đối xử tử tế/tốt với bản thân hoặc người khác. CFT có thể giúp họ học cách cảm thấy an toàn và ấm áp hơn trong tương tác với người khác và với chính họ.
Nhiều phương pháp được sử dụng trong CFT để phát triển lòng trắc ẩn của một người. Chẳng hạn, những người trải qua CFT được dạy để hiểu lòng trắc ẩn từ người thứ ba, trước khi chuyển những suy nghĩ này cho chính họ.:317